# Thomas Harper
Thomas Harper (Knoxville, 5 novembre 2000) è un giocatore di football americano statunitense che milita nel ruolo di safety per i Las Vegas Raiders della National Football League (NFL). Al college ha giocato per l'Università statale dell'Oklahoma - Stillwater e per l'Università di Notre Dame.

## Carriera universitaria
Harper, originario di Knoxville in Tennessee, cominciò a praticare sport nella locale Karns High School dove cominciò con la pallacanestro prima di passare al football dove si distinse come defensive back e wide receiver, diventando il primo giocatore della scuola con oltre 1.000 yard ricevute.
Valutato come un prospetto medio-basso (due stelle su cinque) per il college football, nel 2019 andò a giocare per l'Università statale dell'Oklahoma con i Cowboys che militano  nella Big 12 Conference (Big-12) della Divisione I della Football Bowl Subdivision (FBS) della NCAA. Nel suo primo anno fece 12 presenze con 13 tackle, giocando specialmente negli special team. Nel 2020 giocò tutte le 11 gare stagionali, di cui una come titolare, mettendo a tabellino 31 tackle e venendo inserito nel Second-Team All-Big-12. Nella stagione successiva fece 12 presenze con 20 tackle. Nel 2022 divenne titolare, giocando in 7 gare con 30 tackle.
Nel 2023 Harper sfruttò la possibilità di trasferirsi in un altro college per il suo ultimo anno di elegibilità, andando a giocare con i Notre Dame Fighting Irish. Giocò in 11 gare con 39 tackle, sei con perdita di yard, tre passaggi deviati e due sack.

## Carriera professionistica

### Los Angeles Chargers
Harper non fu scelto nel corso del Draft NFL 2024 e il 27 aprile 2024 firmò da undrafted free agent con i Los Angeles Chargers. Harper non rientrò nel roster attivo della squadra per la nuova stagione e il 27 agosto 2024 fu svincolato.

### Las Vegas Raiders
Il 28 agosto 2024 Harper firmò con i Las Vegas Raiders.

## Vita privata
Harper è fratello minore del linebacker Devin Harper, scelto dai Dallas Cowboys nel Draft NFL 2022.